# Europas ekonomi
Europas ekonomi omfattar över 750 miljoner människor i 48 stater. Generellt är de västeuropeiska staterna rikare än de östeuropeiska, men även de fattigaste staterna i Europa skulle vara relativt rika på vilken annan kontinent som helst.
Europas största ekonomi, räknat i både BNP och köpkraft, är Tyskland. Om Europeiska unionen hade varit ett land skulle det vara världens största ekonomi.[källa behövs]